# Hospits Betel
Pour les articles homonymes, voir Bethel.
L'hospice Béthel (finnois : Hospits Betel) est un bâtiment construit rue Yliopistonkatu à Turku en Finlande,,.

## Présentation
En 1926,  la Mission de Turku lancé un concours d'architecte organisé pour la conception d'un bâtiment commercial et hôtelier nommé Hospits Betel
Erik Bryggman gagnera le concours avec sa proposition Un ange dessiné en cercle représentant le classicisme italien. 
Erik Bryggman a conçu l'hospice Béthel et la maison Atrium comme un ensemble.
Entre l'hospice et l'Atrium on aménage une placette, en prolongement de la rue Kristiinankatu, qui sert d'entrée à l'église Béthel et à l'hospice.
Erik Bryggman a voyagé en Italie, en Autriche et en Allemagne et a développé sa proposition gagnante. Après ses voyages, les motifs décoratifs classiques des façades ont été dépouillés et remplacés par des formes fonctionnalistes claires.
Un auvent sans pilier est construit à l'entrée de l'hôtel sur la place et les balcons de la façade sont réalisés en forme de boîte. 
Les regards des passants sont accrochés par le clocher de style italien de l'église Béthel.
La plaque commémorative sur le mur indique que le bâtiment a servi d'hôpital militaire de 1939 à 1945. 
De nos jours, le bâtiment abrite l'hôtel Scandic Plaza et au rez-de-chaussée le Bryggman's Restaurant & Deli.

## Protection
L'îlot urbain composé de l'hospice Béthel, de l'église Béthel et de la maison Atrium est classé parmi les sites culturels construits d'intérêt national en Finlande.